# Comuna Stanislavciîk, Brodî
Stanislavciîk (în ucraineană Станіславчик) este o comună în raionul Brodî, regiunea Liov, Ucraina, formată din satele Borduleakî, Kutî, Monastîrok, Pankova, Stanislavciîk (reședința) și Zbruii.

## Demografie
Componența lingvistică a comunei Stanislavciîk
     Ucraineană (99,92%)
     Alte limbi (0,08%)
Conform recensământului din 2001, majoritatea populației comunei Stanislavciîk era vorbitoare de ucraineană (99,92%), existând în minoritate și vorbitori de alte limbi.